# Танец пьяного богомола
«Та́нец пья́ного богомо́ла» (кит. 南北醉拳 — Пьяный кулак Юга и Севера) — гонконгский фильм с боевыми искусствами режиссёра Юнь Вопхина. Другое название фильма — «Костоломы нападают снова» (нем. Knochenbrecher schlägt wieder zu).

## Сюжет
Парнишка Фогги (Юнь Сёньи), однажды придя домой, узнает, что у него есть отец, только что вернувшийся из путешествий (Юнь Сиутхинь). Отец его великолепно владеет пьяным кунг-фу, и начинает учить своего новообретенного сына. Однако в то же время в город приходит бродячий мастер боевых искусств (Хван Чжон Ри) со своим учеником (Кори Юнь), путешествующий по свету в поисках других мастеров, которых можно было бы уничтожить. Причем разбираться с ним придется именно Фогги, которого дополнительно ещё учит «болезненному» кунг-фу вечно болеющий и спящий в гробу брат его отца (Ям Сайкунь).

## В ролях
| Актёр        | Роль                         |
| ------------ | ---------------------------- |
| Юнь Сиутхинь | нищий Соу                    |
| Хван Чжон Ри | Резиновая Нога               |
| Юнь Сёньи    | Соу Мун (Фогги)              |
| Линда Линь   | мать Соу Муна (Фогги)        |
| Кори Юнь     | ученик Резиновой ноги        |
| Дин Сэк      | богач                        |
| Ям Сайкунь   | мастер стиля «Больной кулак» |
| Чинь Ютсан   | ростовщик                    |

## Съёмочная группа
- Кинокомпания: Seasonal Film Corporation
- Продюсер: Ын Сиюнь
- Режиссёр: Юнь Вопхин
- Ассистент режиссёра: Сяо Лун, Норман Ло
- Постановка боёв: Юнь Сёньи, Чинь Ютсан, Бренди Юнь, Кори Юнь[кит.]
- Художник: Джонатан Тин
- Сценарий: Ын Сиюнь, Сяо Лун
- Композитор: Фрэнки Чань[кит.]
- Грим: Коу Сиупхин
- Дизайнер по костюмам: Лоу Сёйлинь, Пау Куоклань
- Оператор: Чён Хой
- Монтаж: Пхунь Хун

## Технические данные
- Язык: кантонский
- Продолжительность: 94 мин
- Изображение: цветной
- Плёнка: 35 мм.
- Формат: 2,35:1.
- Звук: моно

## Другие названия
Данные приведены в соответствии с IMDb.
- англ. Dance of the Drunk Mantis     Hong Kong (English title)
- англ. Dance of the Drunken Mantis     USA
- англ. Drunken Master Part 2     USA (informal literal English title)
- нем. Knochenbrecher schlägt wieder zu    West Germany
- исп. La danza de la pantera borracha    Spain
- кит. Laam bak chui kuen    Hong Kong (Cantonese title)
- англ. South North Drunk Fist    International (literal title) (English title)